# Dr.-Leber-Straße (Wismar)
Die historische Dr.-Leber-Straße befindet sich in Wismar am Rand der Altstadt, die wie der Alte Hafen unter dem besonderen Schutz der UNESCO steht, nachdem Wismar 2002 in die Welterbeliste aufgenommen wurde.
Sie führt in Süd- später Ost-West-Richtung von der Bauhofstraße / Altwismarstraße / Rostocker Straße bis zur Schweriner Straße / Dankwartstraße / Dahlmannstraße. Sie ist Teil des äußeren Straßenringes um die Altstadt mit den weiteren Straßen Dahlmannstraße, Ulmenstraße, Am Hafen, Wasserstraße, Bahnhofstraße und Bauhofstraße.

## Nebenstraßen

Wismar zur Zeit der Hanse

Die Nebenstraßen und Anschlussstraßen wurden benannt als Bauhofstraße seit 1876 nach dem ehem. Bauhof, Altwismarstraße nach dem 1868 abgerissenen Altwismartor, Rostocker Straße nach der Hansestadt Rostock zu der sie führt, Landstraße L 12 nach Rostock, Kanalstraße nach einem alten Kanal vom Mühlenteich zur Ostsee, Turmstraße seit 1894 nach einem früheren mittelalterlichen Wachturm (davor hieß sie Hinter der Mauer), Podeusstraße nach dem Unternehmer Heinrich Podeus und den Podeus-Werken, Turnerweg seit 1901 nach dem früheren Turnplatz, Vogelsang, Am Katersteig früher Katthagen nach den mittelalterlichen Wurfmaschinen als katapeltēs (siehe auch Blide) oder nach den katapultierten katten als Steinbrocken, volksmundlich wurde daraus um 1902 Katersteig für die dort Streunenden, Mecklenburger Straße nach der nicht erhaltenen mittelalterlichen Burg Mecklenburg, unbenannter Weg, Schweriner Straße nach der Landeshauptstadt Schwerin, Dankwartstraße seit 1250 nach dem Schmied Tangmar und Dahlmannstraße nach den national-liberalen Historiker Friedrich Christoph Dahlmann (1785–1860).

## Geschichte

### Name
Die Dr.-Leber-Straße wurde am 5. Februar 1946 nach dem Politiker und Reichstagsabgeordneten (SPD) Julius Leber (1891–1945) benannt, der im Januar 1945 im Zusammenhang mit dem Attentat vom 20. Juli 1944 in Berlin ermordet wurde. In Deutschland gibt es 36 Straßen mit seinem Namen.
Ab 1887 hieß sie Lindenstraße. Während der Zeit des Nationalsozialismus trug sie den Namen Adolf-Hitler-Straße. Kurzfristig hieß sie im Juni 1945 Churchill-Straße und nach der sowjetischen Besetzung ab Juli wieder bis 1946 Lindenstraße.

### Entwicklung

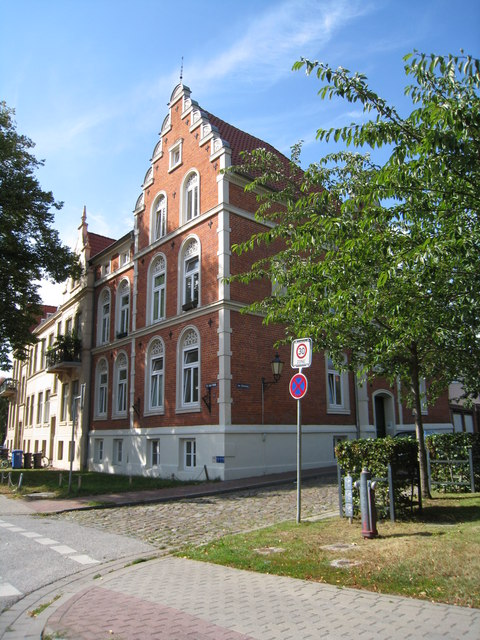
Nr. 63 und Am Katersteig

Wismar wurde im Mittelalter ein wichtiges Mitglied der Hanse.
Ein Gebiet südlich der Altstadt wurde erst nach Abbau der Festung Wismar bebaut. Ab 1869 wurden Mauern, Türme und Tore der noch bestehenden Stadtmauer abgerissen, um die Stadtentwicklung auch nach Süden und Osten zu verbessern. Nach dem Einebnen der Wälle und Gräben entstand in der Gründerzeit nach 1870 in diesem Bereich die Straße mit neuen Villen und Wohnhäusern.
Im August 1944 wurden durch einen Luftangriff nahezu 70 Prozent der Bebauung in der alten Lindenstraße beschädigt oder zerstört, so auch der ehemalige Gefangenenturm; nur drei Villen blieben erhalten.
Ein kleiner Stadtplatz Vor der Stadtmauer bei der Straße Am Katersteig wurde nach 2002 umgestaltet. Ein Teil des Standortes der ehem. um 1903 entfernten Stadtmauer wurde durch ein beschriftetes Cortenstahlband gekennzeichnet.

## Gebäude, Anlagen (Auswahl)
An der Straße stehen zumeist zwei- bis dreigeschossige Wohnhäuser; viele im Stil des Historismus. Die mit (D) gekennzeichneten Häuser stehen unter Denkmalschutz.
- Ecke Dr-Leber-/Rostocker Straße 80: Polizeiinspektion Wismar und Kriminalkommissariat Wismar
- Grünanlage
- Nr. 1/3: 3-gesch. neues Wohnquartier von 2020
- Nr. 2: 2-gesch. Amt für Jugend und Soziales, Wismar
- Nr. 4: 2-gesch. Gebäude mit Kanzlei
- Nr. 7+9: Zwei Wohnhäuser außerhalb der ehemaligen Stadtmauer, die 1944 nicht zerbomt wurden. Das ehemalige Wehrkreiskommando als letzter Nutzer verkaufte durch die Bundesfinanzverwaltung 2003 an die Stadt. Nach Sicherungsmaßnahmen, Neuordnung der Grundstücke und Abriss eines Verbindungsbaus 2014 Verkauf der beiden danach um 2017 sanierten Villen[4]
  - Nr. 7: 2-gesch. Villa von um 1900 mit Mezzaningeschoss, Laube und Erker
  - Nr. 9: 2-gesch. Villa von um 1900 mit zwei 3-gesch. Giebelrisaliten und prägenden oberen Rundbogenfenster
- Nr. 19: Früher VEB Ingenieurhochbaukombinat Wismar
- Parkplatz Turmstraße
- Nr. 28: 2-gesch. neueres Gebäude nach 1995 mit dem Zollamt Wismar; hier stand bis 1944 eine Villa, in der die Kreisleitung der NSDAP und nach Zerstörung der Villa bis kurz nach 1990 ein kleineres Notgebäude war, in dem sich am 2. Mai 1945 die beiden Kreisleiter der NSDAP von Wismar und Rostock erschossen haben.[5]
- Nr. 34: 1-gesch. ehem. Villa (D); heute mit Büros
- Nr. 36: 2-gesch. ehem. Wohnhaus mit Kanzlei und Kita
- Nr. 38: 2- und 3-gesch. um 1998 sanierte verklinkerte ehem. Villa von um 1900 mit Erker (D) (?), mit Kultur- und Wohnprojekt Tikozigalpa (Tiko) sowie kleinem Café und Kino (Die ähnlich lautende Hauptstadt Tegucigalpa liegt in Honduras)[6]
- Nr. 40: 2-gesch. Bürohaus mit Versicherung und Praxis
- Vogelsang 2: 2-gesch. verklinkerter Neubau der  Neuapostolischen Kirche Wismar
- Nr. 43: 2-gesch. Villa von um 1900 mit stark differenzierter Gestaltung, saniert 1997[7]
- Nr. 44: 1-gesch. Villa (D) mit Ferienwohnungen
- Nr. 48: Früher 2-gesch. abgerissene historisierende, verklinkerte Villa mit Mezzaningeschoss; heute neues 3-gesch. Wohnhaus von 2020 mit acht Wohnungen
- Nr. 49: Wohnhaus im Jugendstil
- Nr. 54: 2-gesch. verklinkerte ehem. Villa (D); heute mit Büros und Wohnungen
- Nr. 55b: Kleiner Park an der Stadtmauer mit Stadtmauerrest; Teile der Stadtmauer mit Stadtgraben sind Am Katersteig und an der Wallstraße zu sehen.[8][9]
- Nr. 56: Seit 2019: Beratungszentrum des Diakoniewerkes
- Nr. 63: 3-gesch. verklinkertes, saniertes Wohnhaus mit seitlichem Treppengiebel
- Nr. 65: 3-gesch. saniertes Wohnhaus mit seitlichem Stufengiebelrisalt (D)
- Nr. 67: 2-gesch. Wohnhaus mit barockisierenden Giebelrisalit
- Nr. 69: 3-gesch. Wohnhaus mit historisierenden Treppengiebel
- Nr. 75: Historisierendes Wohnhaus
- Nr. 77: 3-gesch. historisierendes, Wohnhaus von um 1900 mit Seitenrisalit (D) (Ensemble), Gründerzeit- und Jugendstilmotive, 1994 saniert
- Nr. 81: Wohnhaus im Jugendstil

### Denkmale, Gedenken
- Stolpersteine in Wismar bei Gebäude
  - Nr. : Für Frieda Karseboom (1871–1942), ermordet im KZ Theresienstadt